# Magritte/Bestes Erstlingswerk

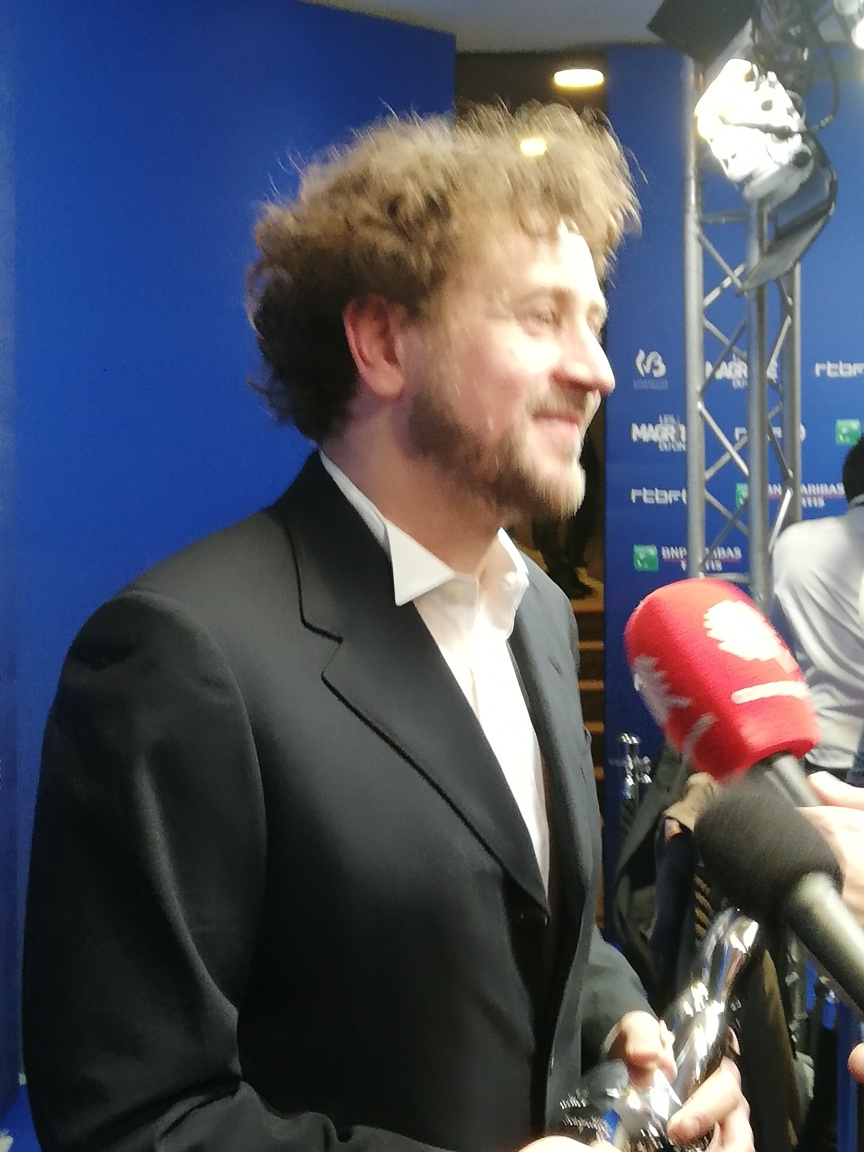
Olivier Meys, der Regisseur des besten Erstlingswerks von 2019, mit dem Magritte

Gewinner und Nominierte für den belgischen Filmpreis Magritte in der Kategorie Bestes Erstlingswerk (Meilleur premier film) seit der Verleihung im Jahr 2013. Ausgezeichnet werden die besten Filmproduktionen eines Nachwuchsregisseurs des vergangenen Kinojahres, darunter sowohl einheimische Produktionen als auch Koproduktionen mit ausländischem Partner.
Der Preis dieser Kategorie wurde 2013 zum ersten Mal verliehen. Im Unterschied zu den anderen Magritte-Kategorien handelte es sich zunächst um einen Publikumspreis. Drei Jahre lang bestimmte die Öffentlichkeit den Gewinner, im ersten Jahr durch Abstimmung auf der Magritte-Website. Seit dem Jahr 2016 wird auch in dieser Kategorie der Gewinner durch Entscheidung einer Fachjury ermittelt.
Die unten aufgeführten Filme werden mit ihrem deutschen Verleihtitel (sofern vorhanden) angegeben. Danach folgen der Originaltitel in Klammern und in kursiver Schrift sowie der Name des Regisseurs.

## 2010er Jahre
2013
Dead Man Talking – Regie: Patrick Ridremont
- Das Haus auf Korsika (Au cul du loup) – Regie: Pierre Duculot
- De leur vivant – Regie: Géraldine Doignon
- Hautfarbe: Honig (Couleur de peau: Miel) – Regie: Laurent Boileau und Jung Henin
- JC – Play It Like Godard (JC comme Jésus Christ) – Regie: Jonathan Zaccaï
- La Tête la première – Regie: Amélie van Elmbt
- L’Envahisseur – Regie: Nicolas Provost
- Le Grand’Tour – Regie: Jérôme Le Maire
- L’Hiver dernier – Regie: John Shank
- Miss Mouche – Regie: Bernard Halut
- Mobile Home – Regie: François Pirot
- Torpedo – Regie: Matthieu Donck

2014
Une chanson pour ma mère – Regie: Joël Franka
- A pelada – Regie: Damien Chemin
- BXL/USA – Regie: Gaëtan Bevernaege
- Jenseits der Mauern (Hors les murs) – Regie: David Lambert
- Je suis supporter du Standard – Regie: Riton Liebman
- Le Sac de farine – Regie: Kadija Leclère
- Drei Kinder (Twa Timoun) – Regie: Jonas d’Adesky

2015
Je te survivrai – Regie: Sylvestre Sbille
- Le Vertige des possibles – Regie: Vivianne Perelmuter
- Marbie, star de Couillu-les-Deux-Églises – Regie: Dominique Smeets
- Post partum – Regie: Delphine Noels
- Puppylove – Erste Versuchung (Puppylove) – Regie: Delphine Lehericey
- Tokyo Anyway – Regie: Camille Meynard
- Yam Dam – Regie: Vivian Goffette

2016
Alle Katzen sind grau (Tous les chats sont gris) – Regie: Savina Dellicour
- L’Année prochaine – Regie: Vania Leturcq
- Préjudice – Regie: Antoine Cuypers

2017
Keeper – Regie: Guillaume Senez
- Wenn ich es oft genug sage, wird es wahr (Je me tue à le dire) – Regie: Xavier Seron
- Parasol – Mallorca im Schatten (Parasol) – Regie: Valéry Rosier

2018
Faut pas lui dire – Regie: Solange Cicurel
- Even Lovers Get the Blues – Regie: Laurent Micheli
- Je suis resté dans les bois – Regie: Michaël Bier, Erika Sainte und Vincent Solheid
- Sonar – Regie: Jean-Philippe Martin
- Spit‘n’Split – Regie: Jérôme Vandewattyne

2019
Bittere Blumen (Bitter Flowers) – Regie: Olivier Meys
- La Part sauvage – Regie: Guérin van de Vorst
- Tueurs – Regie: François Troukens und Jean-François Hensgens
- Une part d’ombre – Regie: Samuel Tilman

## 2020er Jahre
2020
Nuestras madres – Regie: César Díaz
- Cavale – Regie: Virginie Gourmel
- Escapada – Regie: Sarah Hirtt
- For a Happy Life (Pour vivre heureux) – Regie: Salima Sarah Glamine und Dimitri Linder
- Seule à mon mariage – Regie: Marta Bergman

2021
nicht vergeben

2022
Un monde – Regie: Laura Wandel
- Jumbo – Regie: Zoé Wittock
- Madly in Life (Une vie démente) – Regie: Raphaël Balboni und Ann Sirot
- Mother Schmuckers (Fils de plouc) – Regie: Lenny Guit und Harpo Guit

2023
Zero Fucks Given – Lebe den Tag, liebe das Leben (Rien à foutre) – Regie: Julie Lecoustre und Emmanuel Marre
- Aya – Regie: Simon Gillard
- La Ruche – Regie: Christophe Hermans
- Yuku et la fleur de l’Himalaya – Regie: Arnaud Demuynck und Rémi Durin

2024
Dalva – Regie: Emmanuelle Nicot
- Omen (Augure) – Regie: Baloji
- Le Paradis – Regie: Zeno Graton
- Temps mort – Regie: Eve Duchemin

2025
Night Call – Überlebe die Nacht (La nuit se traîne) – Regie: Michiel Blanchart
- Camping du lac – Regie: Éléonore Saintagnan
- Durch die Nacht (Quitter la nuit) – Regie: Delphine Girard
- Il pleut dans la maison – Regie: Paloma Sermon-Daï